# جک دورنی
جک دورنی (انگلیسی: Jack Dorney؛ زادهٔ ۹ ژانویهٔ ۱۹۹۰) بازیکن فوتبال اهل بریتانیا است.
از باشگاه‌هایی که در آن بازی کرده‌است می‌توان به باشگاه فوتبال هالیفاکس تاون، باشگاه فوتبال بری، باشگاه فوتبال فایلد، و باشگاه فوتبال چورلی اشاره کرد.